# باشیسکله
باشیسکله (به ترکی استانبولی: Başiskele) شهری است در کشور ترکیه که در استان قوجاایلی واقع شده‌است. جمعیت این شهر بر اساس سرشماری سال ۲۰۰۸ میلادی ۶۱٬۷۲۰ نفر و بر اساس برآوردهای سال ۲۰۰۹ میلادی ۶۲٬۶۶۳ نفر می‌باشد.